# Mon Ange
Mon Ange é um filme franco-belgo-neerlandês de 2004, gênero comédia dramática, dirigido por Serge Frydman e lançado em 2004.

## Sinopse
Uma noite, Colette (Vanessa Paradis) recebe um telefonema. Uma mulher em pânico pede a ela para pegar seu filho, Billy (Vincent Rottiers), e trazê-lo para encontrá-la em uma estação de trem no dia seguinte. Ela pega o garoto, que já não é mais uma criança como pensava. Na estação, Colette não encontra sua mãe e Billy acaba sabendo que ficou órfão devido a uma dívida, que irá herdar. Embora Colette ainda não o conheça bem, os problemas de Billy acabam se tornando dela. Suas vidas agora estão ligadas, pois ela é tudo que ele tem no mundo e ele, talvez, seja tudo que ela tem.

## Elenco
| Ator             | Papel    |
| ---------------- | -------- |
| Vanessa Paradis  | Colette  |
| Vincent Rottiers | Billy    |
| Eduardo Noriega  | Romain   |
| Eric Ruf         | Kovarski |
| Claude Perron    | Peggy    |